# Mussol braman
El mussol braman (Athene brama) és una espècie d'ocell de la família dels estrígids (Strigidae). Habita boscos, matolls, deserts, ciutats i terres de conreu d'Àsia meridional, des del sud de l'Iran, cap a l'est, a través del Pakistan, l'Índia, el Nepal, Bhutan, Bangladesh, Myanmar i Indoxina. El seu estat de conservació es considera de risc mínim.